# Forbidden (banda)
Forbidden es una banda estadounidense de thrash metal formada en el Área de la Bahía de San Francisco. Su estilo es una mezcla de thrash metal con influencias de la música clásica. Formó parte de la escena del thrash metal de finales de los años 1980 y comienzos de los 1990.

## Historia
Forbidden fue originalmente conocido como Forbidden Evil, grabó varias demos bajo ese nombre y así se llamó su primer álbum oficial. Su formación hasta 1989 fue Russ Anderson (voz), Craig Locicero y Glen Alvelais (guitarras), Matt Camacho (bajo) y Paul Bostaph (batería).
En 1990, Glen Alvelais dejó la banda (se unió a Testament dos años más tarde), y su lugar fue ocupado por Tim Calvert. Lanzaron su segundo álbum de estudio: Twisted Into Form, que presenta influencias del doom metal. Los problemas internos en la banda provocaron una línea de cambio, una vez más, con el baterista Paul Bostaph (que salió a tomar el relevo de Dave Lombardo en Slayer) sustituido por Steve Jacobs.
Después de esto, Forbidden lanzó dos álbumes más; sin embargo, al no existir un verdadero apoyo por parte de la compañía discográfica, después de los álbumes Distortion (1995) y Green (1998) la banda se desintegró. Se reunió especialmente para un concierto en beneficio de Chuck Billy (Testament) en el Thrash Of The Titans bajo su nombre original de Forbidden Evil.
En el 2007 se volvieron a reunir para tocar algunos conciertos y lanzar su último álbum Omega Wave en 2010, hasta volver a detener el proyecto con el retiro de la escena musical del vocalista original Russ Anderson en 2012.
En 2023 la banda se reactiva con nuevos miembros, Chris Kontos en la batería y Norman Skinner en la voz, y permanecen activos realizando algunos conciertos.

## Miembros
- Norman Skinner : Voz (2023-presente)
- Craig Locicero : Guitarra (1987-1997, 2007-2012, 2023-presente)
- Matt Camacho : Bajo (1987-1997, 2007-2012, 2023-presente)
- Chris Kontos : Batería (2023-presente)

## Miembros anteriores
- Russ Anderson - Voz (1987-1997, 2007-2012)
- Robb Flynn - Guitarra (1985-1987)
- Glen Alvelais - Guitarra (1987-1989)
- Paul Bostaph - Batería (1985-1992)
- Steve Jacobs - Batería (1992-1997)
- Gene Hoglan - Batería (2007-2008)
- Mark Hernandez - Batería (2008-2011)
- Sasha Horn - Batería (2011-2012)
- Steve Smyth : Guitarra (2009-2012, 2023-2024)

## Alineaciones
(Sin actividad)

(Sin actividad)

## Discografía
| Lanzamiento | Título                       | Tipo             |
| 1988        | Forbidden Evil               | Álbum de estudio |
| 1989        | Raw Evil: Live at the Dynamo | EP en vivo       |
| 1989        | The Ultimate Revenge 2       | EP               |
| 1990        | Twisted into Form            | Álbum de estudio |
| 1992        | Point of No Return           | Compilación      |
| 1994        | Distortion                   | Álbum de estudio |
| 1997        | Green                        | Álbum de estudio |
| 2010        | Omega Wave                   | Álbum de estudio |